# 가면라이더 기츠
《가면라이더 기츠》(일본어: 仮面ライダーギーツ 카멘라이다 기츠[*], 영어: Kamen Rider Geats)은 레이와 라이더의 네번째 작품으로, 2022년 9월 4일부터 2023년 8월 27일까지 방영했다.

## 등장인물
가면라이더기츠등장인물
가면라이더기츠
- 가면라이더다판:이영화
- 가면라이더 기츠:권소영
- 가면라이더 타이쿤:이제현
- 가면라이더 나고:김나연
- 가면라이더 퍼파:장홍우
- 가면라이더 메리 :안이산
- 가면라이더 건펜:한다경
- 가면라이더 게이로우:정미경
- 가면라이더 시로 :나수인
- 가면라이더 펑크잭:김소영
- 가면라이더 레타:정희원
- 가면라이더 클레이:이영자
- 가면라이더리가드오메가:이수정

## 주제가
오프닝
Trust・Last(노래: 쇼난노카제, 코다 쿠미)
삽입곡
극 중 삽입곡
일요일의 길고양이(노래: 하시무라 히메)
자, 여기부터가 하이라이트다
Live for the moment(노래: 칸 히데요시, 스즈키 후쿠)
소원(노래: 테라사키 유카)
Chair(노래: BACK-ON)
Change my future(노래: 코다 쿠미)
캐릭터 송
Star Of the Stars Of the Stars(노래: 칸 히데요시)
I Peace(노래: 사토 류가)
Beat of My Life(노래: 호시노 유나)
Undead Fire(노래: 모쿠다이 카즈토)
디자이어 궁전에서 만나요(노래: 아오시마 코코로)
ROLLIN' ROLLIN' PUNK KING(노래: Weather Hearts)
Odds n’ Ends(노래: 쟈마 가든즈 - 모쿠다이 카즈토, 나미키 아야카, 고토 다이, 하루미 시호)
Non-Fiction(노래: 키타무라 료)

## 평가
| 이전 가면라이더 리바이스 2021년 9월 5일 ~ 2022년 8월 28일 | 제 4대 레이와 가면라이더 시리즈 2022년 9월 4일 ~ 2023년 8월 27일 | 다음 가면라이더 갓챠드 2023년 9월 3일 ~ 2024년 8월 25일 |

## 같이 보기
- 펼쳐지는 스카이! 프리큐어
- 임금님전대 킹오저